# Hincapie Racing Team/Saison 2015
Dieser Artikel listet Erfolge und Fahrer des Radsportteams Hincapie Racing Team in der Saison 2015 auf.

## Erfolge in der UCI America Tour
| Datum   | Rennen                          | Kat. | Sieger       |
| ------- | ------------------------------- | ---- | ------------ |
| 12. Mai | 3. Etappe Kalifornien-Rundfahrt | 2.HC | Toms Skujiņš |
| 31. Mai | Winston-Salem Cycling Classic   | 1.2  | Toms Skujiņš |

## Zugänge – Abgänge
| Zugänge                   | Team 2014           | Abgänge       | Team 2015                                |
| ------------------------- | ------------------- | ------------- | ---------------------------------------- |
| John Hornbeck (ab 1. Mai) | 5-Hour Energy       | Joey Rosskopf | BMC Racing Team                          |
| Robbie Squire             | Jamis-Hagens Berman | Alder Martz   | search2retain-health.com.au Cycling Team |
| Andžs Flaksis             | Rietumu-Delfin      | Alexander Ray | Silber Pro Cycling Team                  |
| Mac Brennan               | Bissell-ABG-Giant   | Jacob King    | Unbekannt                                |
|                           |                     | Thomas Wrona  | Unbekannt                                |

## Mannschaft
| Name            | Geburtstag       | Nationalität       |
| --------------- | ---------------- | ------------------ |
| Mac Brennan     | 15. Juli 1990    | Vereinigte Staaten |
| Miguel Bryon    | 10. Januar 1995  | Vereinigte Staaten |
| Chris Butler    | 16. Februar 1988 | Vereinigte Staaten |
| Robin Carpenter | 20. Juni 1992    | Vereinigte Staaten |
| Oscar Clark     | 20. Februar 1989 | Vereinigte Staaten |
| Andžs Flaksis   | 18. März 1991    | Lettland           |
| John Hornbeck   | 30. Oktober 1989 | Vereinigte Staaten |
| Joseph Lewis    | 13. Januar 1989  | Australien         |
| Tyler Magner    | 3. Mai 1991      | Vereinigte Staaten |
| Joseph Schmalz  | 3. März 1990     | Vereinigte Staaten |
| Toms Skujinš    | 15. Juni 1991    | Lettland           |
| Dion Smith      | 3. März 1993     | Neuseeland         |
| Robbie Squire   | 1. April 1990    | Vereinigte Staaten |